# قاتل (فیلم ۲۰۱۴)
قاتل (کره‌ای: 살인자؛ انگلیسی: Murderer) یک فیلم دلهره‌آور محصول کره جنوبی در سال ۲۰۱۴ به نویسندگی و کارگردانی لی کی ووک است. این فیلم در ۱۶ ژانویه ۲۰۱۴ منتشر شد.

## بازیگران
- ما دونگ سوک در نقش جو هیوپ
- آن دو گیو در نقش یونگ هو
- کیم هیون سو در نقش جی سو
- کیم مین سو در نقش می هی

## تولید
این فیلم بر پایه پرونده واقعی قاتل سریالی کانگ هو سون است.

## بازخورد
به گفتهٔ چوسان ایلبو، این فیلم که عمدتاً در رابطه با اتفاقات واقعی به تصویر کشیده شده است، توجهات را به خود جلب کرد و اظهار داشت که: «از قضا نقش قاتل در فیلم قاتل توسط ما دونگ سوک بازی شد که تاکنون بیشتر نقش‌های پلیسی را بازی کرده است.»